# Hannover Scorpions
Hannover Scorpions é um time de hóquei no gelo profissional fundado em 1975 com o nome de ESC Wedemark. A equipe foi rebatizada para Wedemark Scorpions em 1996, para homenagear a banda de rock Scorpions, que também tem origem em Hanôver, na Baixa Saxônia. Seus jogos são disputados na TUI Arena, localizada na Expo Plaza. Atualmente, disputam a Liga Alemã de Hóquei no Gelo (Deutsche Eishockey Liga).
Antes mudarem para lá em meados dos anos 90, os Scorpions sediavam seus jogos em Mellendorf, uma pequena cidade localizada a 20 km ao norte do município de Wedemark. Já foram considerados rivais de Hanôver por conta do time que lá existia antes, os Hannover Indians, que não disputa mais a liga principal. 